# Liste bedeutender Mathematiker
Diese Liste bedeutender Mathematiker stellt eine Auswahl von Mathematikern von der Antike bis zur Gegenwart dar. Die Auswahl der Mathematiker richtet sich dabei nach ihren wissenschaftlichen Leistungen oder ihrem Bekanntheitsgrad, aufgrund deren ihnen in mathematikhistorischen Betrachtungen in Schulen oder Hochschulen Interesse entgegengebracht wird.
Bis weit in die Zeit der Renaissance waren Mathematiker als Gelehrte zumeist mehreren Wissenschaften zugewandt, sie waren oftmals zugleich Philosophen, Ingenieure, Astronomen und Astrologen. Dieser Polyhistorismus (Universalgelehrte) wich im Laufe der Jahrhunderte, so dass zur Zeit des Rationalismus Mathematiker häufig nur noch eine zweite Wissenschaft zusätzlich studierten und betrieben. Meist wurde wegen ihrer thematischen Verwandtschaft die Theologie oder Physik als weiteres Betätigungsfeld gewählt. Seit dem 19. Jahrhundert ging diese Entwicklung weiter, so dass Mathematiker der Gegenwart oft nur noch in wenigen Teilgebieten der Mathematik Forschung betreiben.

## Antike
|  | Name (Lebensdaten)                                                                            | Forschungsgebiet |
|  | --------------------------------------------------------------------------------------------- | --- |
|  | Thales von Milet * um 624 v. Chr. in Milet, Kleinasien † um 546 v. Chr.                       | Thales war ein griechischer Naturphilosoph, Staatsmann, Mathematiker, Astronom und Ingenieur. Er soll Überlieferungen zufolge geometrische Sätze aufgrund von Definitionen und Voraussetzungen mit Hilfe von Symmetrieüberlegungen erstmals bewiesen haben. Thales strebte nach einer rationalen Erklärung der Welt. Nach ihm ist der Satz des Thales benannt.                                                                             |
|  | Pythagoras von Samos * um 570 v. Chr. † nach 510 v. Chr.                                      | Pythagoras war Mathematiker, Philosoph und Gründer des Geheimbundes der Pythagoreer. Der von Euklid nach ihm benannte Satz des Pythagoras war jedoch schon viel früher bekannt. |
|  | Eudoxos von Knidos * 410 oder 408 v. Chr. † 355 oder 347 v. Chr.                              | Eudoxos war ein griechischer Mathematiker, Astronom, Geograph und Arzt. Er fasste die Begriffe der Zahl, der Länge, der räumlichen und der zeitlichen Ausdehnung unter einem Oberbegriff zusammen und legte die Grundlage für die Lehre von den Größen. Seine Größenlehre enthält schon das archimedische Axiom und irrationale Verhältnisse. Er entwickelte die Exhaustionsmethode und bestimmte das Volumen der Pyramide und des Kegels. |
|  | Euklid von Alexandria * ca. 365 v. Chr. vermutlich in Alexandria oder Athen † ca. 300 v. Chr. | Euklid versuchte die Mathematik und besonders die Geometrie axiomatisch aufzubauen. In seinem 13-bändigen Lehrbuch „Die Elemente“ fasste er das damals bekannte mathematische Wissen zusammen. Nach ihm sind die Euklidische Geometrie und der Euklidische Algorithmus benannt. |
|  | Archimedes von Syrakus um 287 v. Chr. vermutlich in Syrakus auf Sizilien † 212 v. Chr. ebenda | Archimedes war ein griechischer Mathematiker, Physiker und Ingenieur und gilt als bedeutendster Mathematiker der Antike. Er bewies, dass sich der Umfang eines Kreises zu seinem Durchmesser genauso verhält wie die Fläche des Kreises zum Quadrat des Radius, das Verhältnis wird heute mit π (Pi) bezeichnet, und er berechnete die Fläche unter einer Parabel. Nach ihm benannt ist das archimedische Axiom.                           |
|  | Apollonios von Perge * 262 v. Chr. in Perge † 190 v. Chr. in Alexandria                       | In seinem bedeutendsten Werk Konika („Über Kegelschnitte“) widmete sich Apollonios von Perge eingehenden Untersuchungen über die Problematik der Kegelschnitte, Grenzwertbestimmungen und Extremwertproblemen. Nach ihm ist unter anderem der Kreis des Apollonios benannt. |
|  | Diophant von Alexandrien Lebensdaten ungewiss zwischen 100 vor Chr. und 350 nach Chr.         | Diophant von Alexandrien war ein griechischer Mathematiker, über den sehr wenig bekannt ist. Man kennt seine Werke, von denen die mehrbändige Arithmetika das bekannteste ist. Er befasste sich mit der Lösung von algebraischen Gleichungen mit mehreren Unbekannten. Heute nennt man algebraische Gleichungen, für die ganzzahlige Lösungen gesucht werden, diophantische Gleichungen.                                                   |
|  | Pappos Lebensdaten ungewiss 4. Jahrhundert n. Chr.                                            | Pappos lebte in Alexandria und gilt als einer der letzten bedeutenden Mathematiker der Antike, der sich besonders mit Geometrie befasste (Satz von Pappos) und eine Mathematische Sammlung hinterließ. Auch die Guldinschen Regeln kannte er schon. Er war auch Astronom. |

## Mittelalter
In dem Zeitabschnitt, der aus eurozentristischer Sicht als Mittelalter bezeichnet wird, brachten vor allem Gelehrte aus dem arabisch-persischen Raum neue Erkenntnisse hervor und entwickelten die Mathematik der Griechen und Inder weiter. Erst im Spätmittelalter setzten sich allmählich Teile der islamisch geprägten Mathematik auch im christlichen Europa durch. Die bedeutendste mathematische Leistung der islamischen Mathematiker liegt in der Begründung der heutigen Algebra.
|  | Name (Lebensdaten)                                                               | Forschungsgebiet |
|  | -------------------------------------------------------------------------------- | --- |
|  | Aryabhata * 476 in Ashmaka † um 550                                              | Aryabhata war ein indischer Universalgelehrter, Mathematiker und Astronom. Es wird vermutet, dass das Konzept der Zahl 0 (Null) auf Aryabhata zurückgeht, wenngleich erst bei Brahmagupta die Null offensichtlich als eigenständige Zahl behandelt wird. Aryabhata bestimmte die Kreiszahl Pi für damalige Verhältnisse sehr genau auf 3,1416 und scheint schon geahnt zu haben, dass es sich um eine irrationale Zahl handelt. |
|  | Brahmagupta * 598 † 668                                                          | Brahmagupta wirkte in Indien auch als Astronom. Er stellte Regeln zur Arithmetik mit den negativen Zahlen auf und nutzte auch die Zahl 0 zur Berechnung. Nach ihm wurde der Satz von Brahmagupta benannt. |
|  | al-Chwarizmi * um 780 † zwischen 835 und 850                                     | Al-Chwarizmi war ein persischer Mathematiker, Astronom und Geograph, der sich – anders als etwa Diophant – nicht mit Zahlentheorie, sondern Algebra als elementarer Untersuchungsform beschäftigte. Al-Chwarizmi führte die Ziffer Null (arab.: sifr) aus dem indischen in das arabische Zahlensystem ein und damit in alle modernen Zahlensysteme. In seinen Büchern gab er systematische Lösungsansätze für lineare und quadratische Gleichungen an. Der Begriff „Algebra“ geht auf die Übersetzung seines Buches Hisab al-dschabr wa-l-muqabala zurück. |
|  | Thabit ibn Qurra * 826 in Harran; † 18. Februar 901 in Bagdad                    | Thabit ibn Qurra (lat. Thebit) befasste sich mit der Verallgemeinerung des Satzes von Pythagoras, dem Parallelenaxiom, Magischen Quadraten und Zahlentheorie, bekannt ist sein Satz über Befreundete Zahlen. |
|  | Al-Battani * zwischen 850 und 869 in Harran † 929 in Qasr al-Dschiss bei Samarra | Al-Battani gilt als großer Mathematiker und Astronom des islamischen Mittelalters. Er vermittelte der arabischen Welt die Grundlagen der indischen Mathematik und das Konzept der Null. Bedeutend ist aber vor allem Al-Battanis Verdienst um die Trigonometrie, in der er als erster statt der Sehnen den Sinus gebrauchte. Er fand und bewies als erster den Sinussatz, sowie, dass der Tangens das Verhältnis von Sinus zu Kosinus darstellt. |
|  | Abu'l Wafa * 10. Juni 940 in Buzjan † 15. Juli 998 in Bagdad                     | Abu'l Wafa war ein persischer Mathematiker und Astronom. Er leistete Beiträge zur Trigonometrie. So führte er als erster die Funktionen Sekans und Kosekans ein und gebrauchte ebenfalls als erster die Tangensfunktion. Außerdem schlug er vor, die trigonometrischen Funktionen über den Einheitskreis zu definieren. Darüber hinaus vereinfachte er die antiken Methoden der sphärischen Trigonometrie und bewies den Sinussatz für allgemeine sphärische Dreiecke. |
|  | Alhazen * um 965 in Basra † 1039/40 in Kairo                                     | al-Hasan ibn al-Haitham (lat. Alhazen) war arabischer Mathematiker, Optiker und Astronom, er beschäftigte sich hauptsächlich mit Problemen der Geometrie und fand durch eine frühe Anwendung der Vollständigen Induktion eine Formel für die Summe von vierten Potenzen und konnte damit erstmals das Volumen des Paraboloids berechnen. Weiters konnte er das nach ihm benannte Alhazensche Problem lösen, indem er geometrisch mit Kegelschnitten in einem sphärischen Spiegel den Punkt berechnete, von dem ein Gegenstand von gegebener Entfernung zu einem gegebenen Bild projiziert wird. |
|  | Omar Chayyām * um 1048 in Nischapur, Provinz Chorasan † 1123                     | ʿOmar Chayyām war ein persischer Mathematiker und Astronom, der die Lösung kubischer Gleichungen und ihrer Wurzeln durch die geometrische Darstellung fand. Er befasste sich vor allem auch mit der Parallele und den irrationalen Zahlen. Er schuf ebenso ein lange Zeit vorherrschendes Werk der Algebra. |
|  | Leonardo Fibonacci *um 1180 † nach 1241                                          | Leonardo da Pisa, genannt Fibonacci, gilt als bedeutendster europäischer Mathematiker des Mittelalters. Bekannt sind heute vor allem die nach ihm benannten Fibonacci-Zahlen, welche die Fibonacci-Folge bilden. Durch Studium der Geometrie Euklids legte Fibonacci die „summa“ seiner mathematischen Kenntnisse in seinem Hauptwerk, dem Liber abbaci nieder. |
|  | Li Ye * 1192 in Tahsing, heute Peking † 1279 in der Provinz Hopeh                | Li Ye war ein chinesischer Mathematiker in der Song-Dynastie. Er hinterließ zwei Bücher zur Kreisberechnung sowie zu Rechenmethoden, um geometrische Probleme und andere Aufgaben auf algebraische Gleichungen zurückzuführen. Seine Lösungsmethode ähnelt sehr dem erst viel später als Horner-Schema bekannt gewordenen Ansatz. |
|  | Zhu Shijie * um 1260 † um 1320                                                   | Zhu Shijie war einer der bedeutendsten chinesischen Mathematiker. Zhu behandelt ungefähr 260 Probleme aus den Bereichen der Arithmetik und der Algebra. Sein zweites Buch Der kostbare Spiegel der vier Elemente aus dem Jahr 1303 brachte die chinesische Algebra auf höchstes Niveau. Es umfasst eine Erklärung seiner Methode der vier Elemente, die benutzt werden kann um algebraische Gleichungen mit vier Unbekannten darzustellen. Zhu erklärte auch wie man Quadratwurzeln findet und ergänzte das Verständnis von Reihen und Folgen. Am Anfang des Buches findet sich ein Bild, das die heute als Pascalsches Dreieck bezeichnete Darstellung der Binomialkoeffizienten zeigt.                          |
|  | al-Kaschi * um 1380 in Kaschan † 22. Juni 1429 in Samarkand                      | Al-Kaschi war ein persischer Arzt, Mathematiker und Astronom. In seinem Werk ar-Risala al-Muhitiya bestimmte er den Umfang des Einheitskreises (also das Doppelte der Kreiszahl π) aus dem 3*228-eck auf 9 Sexagesimalstellen: 6;16,59,28,01,34,51,46,14,50, die er in 16 Dezimalstellen umrechnete. Dies ist einer der ältesten Dokumente des Rechnens mit Dezimalbrüchen. Er setzte sich für den Ersatz der Bruchrechnung im Sexagesimalsystem durch Dezimalbrüche ein. Zur leichteren Vorhersage von Planetenorten baute er eine Art Analogcomputer, das Tabaq-al-Manateq, das ähnlich einem Astrolabium aufgebaut war. In Frankreich wird der Kosinussatz zu seinen Ehren als Théorème d'Al-Kashi bezeichnet. |
|  | Regiomontanus * 6. Juni 1436 in Königsberg in Unterfranken † 6. Juli 1476 in Rom | Johannes Müller aus Königsberg, später Regiomontanus genannt, war ein Mathematiker, Astronom und Verleger des Spätmittelalters. Regiomontanus gilt als Begründer der modernen Trigonometrie und früher Reformator des Julianischen Kalenders. |

## Frühe Neuzeit
|  | Name (Lebensdaten)                                                                                         | Forschungsgebiet |
|  | --- | --- |
|  | Michael Stifel * um 1487 in Esslingen am Neckar † 19. April 1567 in Jena                                   | Michael Stifel war ein deutscher Theologe, Mathematiker und Reformator. Als Stifels mathematisches Hauptwerk gilt die 1554 erschienene Arithmetica integra, welches negative Zahlen, Exponenten und Zahlenfolgen behandelt. Er war einer derjenigen, die am Anfang der Beschäftigung mit Logarithmen stehen (erst später eingeführt von Jost Bürgi und John Napier) und verfasste mehrere Rechenbücher für den Alltag. |
|  | Gerolamo Cardano * 24. September 1501 in Pavia † 21. September 1576 in Rom                                 | Gerolamo Cardano war ein italienischer Arzt, Philosoph und Mathematiker. Cardano machte sowohl zur Wahrscheinlichkeitsrechnung als auch zu den komplexen Zahlen wichtige Entdeckungen. Cardano fand einen allgemeinen Lösungsansatz zur Lösung von kubischen Gleichungen, die nach ihm benannten Cardanischen Formeln. Nach ihm ist auch das Kardangelenk benannt. |
|  | François Viète * 1540 in Fontenay-le-Comte † 13. Dezember 1603 in Paris                                    | François Viète (Vieta) war ein französischer Advokat und Mathematiker. Auf Viète geht die Nutzung von Buchstaben als Variablen in die mathematische Notation zurück. Eigentlich war die Mathematik für ihn nur eine Nebenbeschäftigung, trotzdem wurde er einer der einflussreichsten Mathematiker seiner Zeit. Darüber hinaus hat er sich im Gebiet der Trigonometrie hervorgetan und wertvolle Vorarbeiten für die nachfolgende Ausarbeitung der Infinitesimalrechnung geleistet. Nach ihm ist der Satz von Vieta benannt. |
|  | Johannes Kepler * 27. Dezember 1571 in Weil der Stadt † 15. November 1630 in Regensburg                    | Johannes Kepler war ein deutscher Naturphilosoph, Mathematiker, Astronom, Astrologe und Optiker. Er beschäftigte sich mit der allgemeinen Theorie der Vielecke und Vielflächner. Mehrere bis dahin unbekannte Raumgebilde entdeckte und konstruierte er völlig neu, unter anderem das regelmäßige Sternvierzigeck. Von Johannes Kepler stammt auch die Definition des Antiprismas. Außerdem entwickelte er die nach ihm benannte Keplersche Fassregel, die es erlaubt näherungsweise numerisch zu integrieren. Seine bedeutendste Leistung ist die Entdeckung der nach ihm benannten Gesetze der Planetenbewegung in Ellipsen mit der Sonne als Brennpunkt. |
|  | John Wallis * 3. Dezember 1616 in Ashford, Kent † 8. November 1703 in Oxford                               | John Wallis war ein englischer Mathematiker. Wallis trug in seinen Werken zur Entwicklung der Infinitesimalrechnung vor Newton bei. 1656 leitete er in Arithmetica Infinitorum, in dem er Untersuchungen zu unendlichen Reihen veröffentlichte, das Wallissche Produkt her. |
|  | Pierre de Fermat * ca. Ende 1607 in Beaumont-de-Lomagne † 12. Januar 1665 in Castres                       | Pierre de Fermat war ein französischer Mathematiker und Jurist. Fermat lieferte wichtige Beiträge zur Zahlentheorie, Wahrscheinlichkeitsrechnung, Variations- und Differentialrechnung. Nach ihm sind u. a. die Fermat-Zahlen sowie der kleine und der große Fermatsche Satz benannt. Letztgenannter konnte erst 1994 von Andrew Wiles sehr aufwändig bewiesen werden. |
|  | René Descartes * 31. März 1596 in La Haye/Touraine, Frankreich † 11. Februar 1650 in Stockholm, Schweden   | René Descartes war ein französischer Philosoph, Mathematiker und Naturwissenschaftler. Er ist vor allem für seine Beiträge zur Geometrie bekannt. Das nach ihm benannte kartesische Koordinatensystem geht wahrscheinlich nicht auf ihn zurück. Um 1640 leistete er einen Beitrag zur Lösung des Tangentenproblems der Differentialrechnung. |
|  | Blaise Pascal * 19. Juni 1623 in Clermont-Ferrand † 19. August 1662 in Paris                               | Blaise Pascal war ein französischer Mathematiker, Physiker, Literat und Philosoph. Pascal lieferte eine Reihe elementarer Erkenntnisse. Er beschäftigte sich mit der Wahrscheinlichkeitsrechnung und untersuchte besonders Würfelspiele. Nach ihm ist das Pascalsche Dreieck benannt, welches allerdings nicht von ihm entdeckt wurde; außerdem der Pascalsche Satz über einem Kegelschnitt einbeschriebene Sechsecke. |
|  | Seki Takakazu * 1637/1642? in Fujioka † 24. Oktober 1708                                                   | Seki Takakazu war ein japanischer Mathematiker. Takakazu entdeckte viele Theoreme und Theorien, die kurz zuvor oder auch erst kurz danach unabhängig in Europa entdeckt wurden, und gilt als der wichtigste Mathematiker des Wasan. Er leistete einen wichtigen Beitrag bei der Entdeckung der Determinanten. In seinem 1685 erschienenen Werk Kaiindai no ho beschreibt er eine alte chinesische Methode zur Nullstellenberechnung von Polynomen und erweitert sie um das Finden aller reellen Nullstellen. Er entdeckte auch die Bernoulli-Zahlen vor Bernoulli. |
|  | Jakob I Bernoulli * 6. Januar 1655 in Basel † 16. August 1705 ebenda                                       | Jakob I Bernoulli war ein schweizerischer Mathematiker und Physiker. Er hat wesentlich zur Entwicklung der Wahrscheinlichkeitstheorie sowie zur Variationsrechnung und zur Untersuchung von Potenzreihen beigetragen. Nach ihm sind unter anderem die Bernoulli-Zahlen benannt. Er zählt zu den berühmtesten Vertretern der Gelehrtenfamilie Bernoulli. |
|  | Gottfried Wilhelm Leibniz * 1. Juli 1646 in Leipzig † 14. November 1716 in Hannover                        | Gottfried Wilhelm Leibniz war ein deutscher Philosoph und Wissenschaftler, Mathematiker, Diplomat, Physiker, Historiker und Bibliothekar. 1672 konstruierte Leibniz eine Rechenmaschine, die multiplizieren, dividieren und die Quadratwurzel ziehen konnte. In den Jahren 1672 bis 1676 entwickelte Leibniz die Grundlagen der Infinitesimalrechnung. Auf Leibniz geht die noch heute übliche {\displaystyle \textstyle {\frac {{\text{d}}y}{{\text{d}}x}}} in Differentialschreibweise sowie das Integralzeichen {\displaystyle \textstyle \int {\text{d}}x} zurück. Des Weiteren fand er das nach ihm benannte Leibniz-Kriterium, ein mathematisches Konvergenzkriterium für unendliche Reihen, sowie die Leibniz-Formel, die zur Berechnung der Determinante bei Matrizen verwendet wird. |
|  | Isaac Newton * 4. Januar 1643 in Woolsthorpe-by-Colsterworth in Lincolnshire † 31. März 1727 in Kensington | Isaac Newton war ein englischer Physiker, Mathematiker, Astronom, Alchemist, Philosoph und Verwaltungsbeamter. Unabhängig von Leibniz begründete Newton die Infinitesimalrechnung und erbrachte Beiträge zur Algebra. Nach Newton wird in der Mathematik unter anderem das Newton-Verfahren benannt, und in der Physik die Newtonsche Mechanik, mit deren Hilfe u. a. die Keplerschen Gesetze mathematisch abgeleitet werden konnten. |
|  | Johann I Bernoulli * 6. August 1667 in Basel † 1. Januar 1748 ebenda                                       | Johann I Bernoulli war der jüngere Bruder von Jakob I Bernoulli. Seine Arbeitsgebiete umfassten unter anderem Reihen, Differentialgleichungen, Kurven aus Sicht von geometrischen und mechanischen Fragestellungen, etwa das Problem der Brachistochrone. Johann I Bernoullis bekanntester Schüler war Leonhard Euler. |
|  | Leonhard Euler * 15. April 1707 in Basel † 18. September 1783 in Sankt Petersburg                          | Leonhard Euler war einer der bedeutendsten Mathematiker überhaupt; er verfasste insgesamt 866 Publikationen und seine grundlegenden Ergebnisse schufen neue Felder in der Mathematik. Ein großer Teil der heutigen mathematischen Symbolik geht auf Euler zurück. Er befasste sich außer mit der Differential- und Integralrechnung unter anderem mit Differentialgleichungen, Differentialgeometrie, Differenzengleichungen, elliptischen Integralen sowie auch mit der Theorie der Gamma- und Betafunktion. Eine Reihe mathematischer Begriffe und Sätze sind nach ihm benannt. Die Eulersche Zahl e = 2,7182818284590452... gehört zu den bekanntesten. |
|  | Joseph-Louis Lagrange * 25. Januar 1736 in Turin † 10. April 1813 in Paris                                 | Joseph-Louis Lagrange war ein italienischer Mathematiker und Astronom. Er arbeitete am Dreikörperproblem der Himmelsmechanik, in der Variationsrechnung und der Theorie der komplexen Funktionen. Lagrange leistete Beiträge zur Theorie der Gleichungen in der Algebra und zur Theorie der quadratischen Formen in der Zahlentheorie. Die insbesondere in der Mechanik wichtige Lagrangefunktion stammt unter anderem von ihm. |
|  | Gaspard Monge * 9. Mai 1746 in Beaune † 28. Juli 1818 in Paris                                             | Gaspard Monge war ein französischer Mathematiker und Physiker. Er beteiligte sich an der Französischen Revolution und spielte 1792 in der Republik eine politische Rolle. Monge ist Gründer der École polytechnique in Paris und hat sich mathematisch vor allem durch die Einführung der Darstellenden Geometrie verdient gemacht. |
|  | Pierre-Simon Laplace * 28. März 1749 in Beaumont-en-Auge in der Normandie † 5. März 1827 in Paris          | Pierre-Simon Laplace war ein französischer Mathematiker und Astronom. Er war auf vielen Gebieten der Mathematik tätig. Besonders bekannt ist er für seine Abhandlungen zur Wahrscheinlichkeits- und Spieltheorie. Laplace war zur Zeit Napoléons Innenminister Frankreichs. Neben einigen Sätzen ist die Laplace-Transformation und die Laplace-Gleichung nach ihm benannt. |
|  | Adrien-Marie Legendre * 18. September 1752 in Paris † 9. Januar 1833 ebenda                                | Adrien-Marie Legendre war ein französischer Mathematiker. Er arbeitete an elliptischen Integralen und führte Untersuchungen zu elliptischen Sphäroiden. Unabhängig von Carl Friedrich Gauß entdeckte er 1806 die Methode der kleinsten Quadrate. Legendre gab einen einfachen Beweis der Irrationalität von π an und bewies erstmals, dass auch π² irrational ist. Nach ihm sind unter anderem die Legendre-Polynome benannt sowie das Legendre-Symbol für quadratische Reste bzw. Nichtreste in der Zahlentheorie. |
|  | Jean Baptiste Joseph Fourier * 21. März 1768 bei Auxerre † 16. Mai 1830 in Paris                           | Jean Baptiste Joseph Fourier war ein französischer Mathematiker und Physiker. Er beschäftigte sich mit der Wärmeausbreitung in Festkörpern und fand dabei die sogenannte Fourierreihe mit deren Hilfe er das Fouriersche Gesetz aufstellen konnte. Mit der Fourieranalyse bzw. der Fourier-Transformation legte er einen Grundstein für den Fortschritt in der modernen Physik, sie ist heute von entscheidender Bedeutung in der digitalen Kommunikations- und Nachrichtentechnik. |

## 19. Jahrhundert
Im 19. Jahrhundert begann die Mathematik sich als abstrakte eigene Wissenschaft, losgelöst etwa von der Physik zu entwickeln. Es entwickelten sich neue Teilgebiete der Mathematik wie z. B. die Funktionentheorie. Kennzeichnend ist auch eine neue Strenge in der mathematischen Beweisführung. Cauchy begründet die einwandfreie {\displaystyle \epsilon }-Definition des Grenzwertes und stellte so die Analysis auf eine rigorose Grundlage. Durch die Autorität von Carl Friedrich Gauß fanden die komplexen Zahlen ihre volle Anerkennung in der Mathematik.
Durch die von Georg Cantor begründete Mengenlehre und die Entwicklung der Grundlagen der formalen Logik, unter anderem von George Boole in England sowie von Ernst Schröder und Gottlob Frege aus Deutschland, wurden noch im 19. Jahrhundert Entwicklungsausgänge der Mathematik eingeleitet, deren volle Tragweite sich erst im 20. Jahrhundert auszuwirken begann.
|  | Name (Lebensdaten)                                                                                              | Forschungsgebiet |
|  | --- | --- |
|  | Carl Friedrich Gauß * 30. April 1777 in Braunschweig † 23. Februar 1855 in Göttingen                            | Carl Friedrich Gauß war ein deutscher Mathematiker, Astronom, Geodät und Physiker. Gauß gilt als einer der größten Mathematiker der Geschichte und wurde bereits zu Lebzeiten für seine wissenschaftlichen Arbeiten geehrt. Er beschäftigte sich mit fast allen Teilbereichen der Mathematik und erkannte sehr früh den Nutzen der komplexen Zahlen. Schon in seiner Jugend entdeckte er die Konstruierbarkeit des regulären Siebzehnecks mit Zirkel und Lineal. Nach Gauß wurde eine große Menge an Verfahren, Begriffen und Sätzen benannt, so z. B. das Gauß’sche Eliminationsverfahren und die Gaußsche Zahlenebene. Der nach ihm benannte Carl-Friedrich-Gauß-Preis wird alle vier Jahre für Arbeiten auf dem Gebiet der angewandten Mathematik verliehen.                                                                             |
|  | Bernard Bolzano * 5. Oktober 1781 in Prag † 18. Dezember 1848 ebenda                                            | Bernard Bolzano war böhmischer Philosoph, Theologe und Mathematiker. Bolzano betrieb Grundlagenforschung auf dem Gebiet der Analysis. Er konstruierte vermutlich als erster eine Funktion, die überall stetig aber nirgends differenzierbar ist. Nach ihm ist der Satz von Bolzano-Weierstraß benannt. |
|  | Augustin-Louis Cauchy * 21. August 1789 in Paris † 23. Mai 1857 in Sceaux                                       | Augustin-Louis Cauchy war ein französischer Mathematiker. Cauchy gilt als Pionier der Analysis, der die von Leibniz und Newton aufgestellten Grundlagen weiter entwickelte und die fundamentalen Aussagen auch formal bewies. Insbesondere in der Funktionentheorie stammen viele zentrale Sätze von ihm. Seine fast 800 Publikationen decken im Großen und Ganzen die komplette Bandbreite der damaligen Mathematik ab. Nach ihm sind die Cauchy-Folgen benannt, ferner die Cauchy-Riemannschen Differentialgleichungen, der Cauchysche Integralsatz und die Cauchysche Integralformel. |
|  | August Ferdinand Möbius * 17. November 1790 in Schulpforte bei Naumburg (Saale) † 26. September 1868 in Leipzig | August Ferdinand Möbius war ein deutscher Mathematiker und Astronom. Möbius verfasste zahlreiche umfangreiche Abhandlungen und Schriften zur Astronomie, Geometrie und Statik. Er leistete wertvolle Beiträge zur analytischen Geometrie, u. a. mit der Einführung der homogenen Koordinaten und des Dualitätsprinzips, sowie mit der Geometrie der Kreisverwandtschaften. Er gilt als Pionier der Topologie. Das nach ihm benannte Möbiusband ist auch außerhalb der Mathematik bekannt geworden. |
|  | Nikolai Iwanowitsch Lobatschewski * 1. Dezember 1792 in Nischni Nowgorod † 24. Februar 1856 in Kasan            | Nikolai Iwanowitsch Lobatschewski war ein russischer Mathematiker. Er publizierte als erster eine Arbeit, in der eine nichteuklidische Geometrie definiert wird. In dieser entwickelte er auch eine nichteuklidische Trigonometrie. Zu den weiteren mathematischen Errungenschaften Lobatschewskis zählt die von ihm entwickelte Methode zur näherungsweisen Bestimmung der Nullstellen von Polynomen n-ten Grades. |
|  | Niels Henrik Abel * 5. August 1802 auf der Insel Finnøy † 6. April 1829 in Froland                              | Niels Henrik Abel war ein norwegischer Mathematiker. Abel führte eine Umformulierung der Theorie des elliptischen Integrals durch, in die Theorie der elliptischen Funktionen, indem er deren inverse Funktionen benutzte. Er erweiterte die Theorie auf Riemannsche Flächen höheren Geschlechts und führte Abelsche Integrale ein. Daraus entstand eine Theorie der Abelschen Funktionen, zu der Abel selbst jedoch keinen Beitrag geleistet hat. In der Algebra sind die abelschen Gruppen nach ihm benannt. Ihm zu Ehren wird auch der Abelpreis für außergewöhnliche mathematische Arbeiten verliehen. |
|  | Carl Gustav Jakob Jacobi * 10. Dezember 1804 in Potsdam † 18. Februar 1851 in Berlin                            | Carl Gustav Jakob Jacobi war ein deutscher Mathematiker. Als Jacobis bedeutendste Arbeit gilt seine Theorie der elliptischen Funktionen; das sind doppelt periodische meromorphe Funktionen einer komplexen Variablen. In diesem Zusammenhang führte er die Thetafunktionen als brillant konvergierende Reihen ein, und leitete mit ihrer Hilfe neue zahlentheoretische Sätze über Quadratsummen ab. Er beschäftigte sich weiter mit den sogenannten vierfach periodischen Funktionen und führte Untersuchungen zur Kreisteilung und zu zahlentheoretischen Anwendungen durch. Nach Jacobi ist unter anderem die Jacobi-Matrix (auch „Funktionalmatrix“) benannt. |
|  | Peter Gustav Lejeune Dirichlet * 13. Februar 1805 in Düren † 5. Mai 1859 in Göttingen                           | Peter Gustav Lejeune Dirichlet war ein deutscher Mathematiker. Dirichlet arbeitete hauptsächlich auf den Gebieten der Analysis und der Zahlentheorie. Er bewies die Konvergenz von Fourierreihen und die Existenz von unendlich vielen Primzahlen in arithmetischen Progressionen. Nach ihm benannt ist der dirichletsche Einheitensatz über Einheiten in algebraischen Zahlkörpern. Dirichlet übernahm in Göttingen den Lehrstuhl von Carl Friedrich Gauß nach dessen Tod. |
|  | Évariste Galois * 25. Oktober 1811 in Bourg-la-Reine † 31. Mai 1832 in Paris                                    | Évariste Galois war ein französischer Mathematiker. Trotz der kurzen Lebensdauer von 20 Jahren (er fiel in einem Duell) erlangte Galois durch seine Arbeiten zur Lösung algebraischer Gleichungen, der so genannten Galoistheorie, posthum Anerkennung. Von ihm stammen grundlegende Sätze der – mit ihm beginnenden – Gruppentheorie. |
|  | Karl Weierstraß * 31. Oktober 1815 in Ostenfelde im Münsterland † 19. Februar 1897 in Berlin                    | Karl Weierstraß war ein deutscher Mathematiker, der sich vor allem um die logisch fundierte Aufarbeitung der Analysis verdient gemacht hat wie etwa die {\displaystyle \epsilon }-{\displaystyle \delta }-Definition der Stetigkeit. Er leistete ferner Beiträge zur Theorie der elliptischen Funktionen, zur Differentialgeometrie und zur Variationsrechnung. Nach ihm benannt wurde in der Analysis der Satz von Bolzano-Weierstraß über beschränkte Zahlenfolgen, ferner die Weierstraßschen elliptischen Funktionen und der Weierstraßsche (später Stone-Weierstraßsche) Approximationssatz. |
|  | Pafnuti Lwowitsch Tschebyschow * 16. Mai 1821 im Dorf Okatowo bei Moskau † 8. Dezember 1894 in Sankt Petersburg | Pafnuti Lwowitsch Tschebyschow (auch Tschebyschew geschrieben) war ein russischer Mathematiker des 19. Jahrhunderts. Tschebyschow arbeitete auf den Gebieten Interpolation, Approximationstheorie, Funktionentheorie, Wahrscheinlichkeitsrechnung, Zahlentheorie, Mechanik und Ballistik. Nach ihm benannt sind unter anderem die Tschebyschow-Polynome. Bei Versuchen, den Primzahlsatz zu beweisen, erzielte er ein wichtiges Teilresultat. |
|  | Arthur Cayley * 16. August 1821 in Richmond upon Thames, Surrey † 26. Januar 1895 in Cambridge                  | Arthur Cayley war ein englischer Mathematiker. Er befasste sich mit sehr vielen Gebieten der Mathematik von der Analysis, Algebra, Geometrie bis zur Astronomie und Mechanik, ist aber vor allem für seine Rolle bei der Einführung des abstrakten Gruppenkonzepts bekannt. |
|  | Charles Hermite * 24. Dezember 1822 in Dieuze (Lothringen) † 14. Januar 1901 in Paris                           | Charles Hermite war ein französischer Mathematiker. Hermite arbeitete in Zahlentheorie und Algebra, über orthogonale Polynome und elliptische Funktionen. Besondere Berühmtheit erlangte Hermite, als er 1873 bewies, dass die Eulersche Zahl e transzendent ist. Hermite unterrichtete an verschiedenen Pariser Hochschulen. Zu seinen Schülern gehörten Gösta Mittag-Leffler, Jacques Hadamard und Henri Poincaré. Zu Ehren von Hermite wurde u. a. das hermitsche Polynom benannt. |
|  | Leopold Kronecker * 7. Dezember 1823 in Liegnitz † 29. Dezember 1891 in Berlin                                  | Leopold Kronecker war ein deutscher Mathematiker. Seine Forschungen lieferten grundlegende Beiträge zur Algebra und Zahlentheorie, aber auch zur Analysis und Funktionentheorie. Im Laufe der Zeit wurde er Anhänger des Finitismus und versuchte die Mathematik nur mit Grundlage der natürlichen Zahlen zu definieren. Bekannt wurde sein Ausspruch: „Die ganzen Zahlen hat der liebe Gott gemacht, alles andere ist Menschenwerk.“ |
|  | Bernhard Riemann * 17. September 1826 in Breselenz bei Dannenberg † 20. Juli 1866 in Selasca am Lago Maggiore   | Bernhard Riemann war ein deutscher Mathematiker. Riemann war auf Gebieten der Analysis, Differentialgeometrie, der mathematischen Physik und der analytischen Zahlentheorie tätig. Die nach ihm benannte Riemannsche Vermutung gehört zu den bedeutendsten ungelösten Problemen der Mathematik. Die komplexwertige Riemannsche ζ-Funktion spielt in der analytischen Zahlentheorie eine wichtige Rolle. Nach ihm benannt sind die Riemannschen Flächen, die Riemannsche Geometrie und innerhalb dieser die Riemannsche Metrik. Nachdem Dirichlet 1859 gestorben war, setzte Riemann die Nachfolge auf dem Lehrstuhl von Carl Friedrich Gauß fort. |
|  | Richard Dedekind * 6. Oktober 1831 in Braunschweig † 12. Februar 1916 ebenda                                    | Richard Dedekind war ein deutscher Mathematiker. Dedekind, der bei Gauß promovierte, beschäftigte sich mit der eindeutigen Zerlegbarkeit von Idealen in Primideale. Der Begriff des Ideals in einem Ring, ein Analogon zum Normalteiler einer Gruppe, stammt von ihm. Ein Dedekindscher Schnitt ist eine Zerlegung der rationalen Zahlen in zwei nichtleere Teilmengen A und B, so dass jedes Element von A kleiner ist als jedes Element von B. Mit Hilfe dieser Schnitte lieferte Dedekind eine der exakten Einführungen des Körpers der reellen Zahlen. Auch in der Axiomatik der natürlichen Zahlen leistete er einen entscheidenden Beitrag, auf den sich Peano später berief. Nach ihm ist auch die Definition einer unendlichen Menge benannt, als einer Menge, für die eine bijektive Abbildung auf eine echte Teilmenge existiert. |
|  | Georg Cantor * 3. März 1845 in Sankt Petersburg † 6. Januar 1918 in Halle (Saale)                               | Georg Cantor war ein deutscher Mathematiker. Cantor lieferte Beiträge zur modernen Mathematik, insbesondere ist er der Begründer der Mengenlehre. Cantor schuf 1870 mit der so genannten Punktmenge die Grundlagen der später von Benoît Mandelbrot so bezeichneten Fraktale. Die Cantorsche Punktmenge folgt dem Prinzip der unendlichen Wiederholung selbstähnlicher Prozesse. Die Cantor-Menge gilt als das älteste Fraktal überhaupt. Cantor zu Ehren wird die gleichnamige Georg-Cantor-Medaille für herausragende mathematische Arbeiten verliehen. |
|  | Felix Klein * 25. April 1849 in Düsseldorf † 22. Juni 1925 in Göttingen                                         | Felix Klein war ein deutscher Mathematiker. Klein hat im 19. Jahrhundert bedeutende Ergebnisse in der Geometrie erzielt. Er hat sich daneben um die Anwendung der Mathematik und die Mathematikdidaktik verdient gemacht. Darüber hinaus war er auf dem Gebiet der Funktionentheorie tätig. Nach ihm benannt sind die Kleinsche Flasche, die Kleinsche Vierergruppe und vor allem das Kleinsche Modell der nichteuklidischen (hyperbolischen) Geometrie. |
|  | Sofja Wassiljewna Kowalewskaja 15. Januar 1850 in Moskau † 10. Februar 1891 in Stockholm                        | Sofja Kowalewskaja war eine russische Mathematikerin und die erste Mathematikprofessorin überhaupt (1889 Stockholm). Kowalewskaja nahm Privatstunden bei Weierstraß, weil damals Frauen zum Studium nicht zugelassen waren. 1886 entdeckte sie den heute nach ihr benannten Kowalewskaja-Kreisel. |
|  | Henri Poincaré * 29. April 1854 in Nancy † 17. Juli 1912 in Paris                                               | Henri Poincaré war ein französischer Mathematiker, theoretischer Physiker und Philosoph. Er entwickelte die Theorie der automorphen Funktionen und gilt als Begründer der algebraischen Topologie. Weitere seiner Arbeitsgebiete waren die algebraische Geometrie und die Zahlentheorie. Die Poincaré-Vermutung galt lange als das bedeutendste ungelöste Problem in der Topologie. Nach ihm benannt ist u. a. das winkeltreue, aber nicht längentreue Poincaré-Modell der nichteuklidischen Geometrie. |

## 20. Jahrhundert
Um Redundanzen zu vermeiden, sind hier nur solche Mathematiker aufgenommen, die sich für den weiteren Fortgang der Mathematik als besonders einflussreich erwiesen haben. Für weitere bedeutende Mathematiker des 20. Jahrhunderts siehe auch Fields-Medaille und Abelpreis.
|  | Name (Lebensdaten) | Forschungsgebiet |
|  | --- | --- |
|  | David Hilbert * 23. Januar 1862 in Königsberg, Ostpreußen † 14. Februar 1943 in Göttingen                             | David Hilbert war einer der bedeutendsten Mathematiker. Sein Werk ist grundlegend in den meisten Sparten der Mathematik und der mathematischen Physik. Viele seiner Arbeiten begründeten eigenständige Forschungsgebiete. 1900 stellte Hilbert eine einflussreiche Liste mit 23 ungelösten mathematischen Problemen vor. Hilbert gilt als Begründer und exponiertester Vertreter der Richtung des Formalismus in der Mathematik. Er stellte die Forderung auf, die Mathematik vollständig auf einem Axiomensystem aufzubauen, das nachweislich widerspruchsfrei sein sollte. Dieses Bestreben wurde als Hilberts Programm bekannt. |
|  | Hermann Minkowski * 22. Juni 1864 in Aleksotas, damals Russland (heute Kaunas/Litauen) † 12. Januar 1909 in Göttingen | Hermann Minkowski war ein deutscher Mathematiker und Physiker. Minkowski baute die Geometrie der Zahlen aus, wo er Pionierarbeit leistete. Sein Hauptwerk darüber erschien 1896 und vollständig 1910. Es beinhaltet auch Arbeiten über konvexe Körper. 1907 erschien sein zweites großes zahlentheoretisches Werk Diophantische Approximationen, in dem er Anwendungen seiner Geometrie der Zahlen gab. Das von ihm entwickelte Minkowski-Diagramm veranschaulicht die Eigenschaften von Raum und Zeit in der speziellen Relativitätstheorie. |
|  | Felix Hausdorff * 8. November 1868 in Breslau † 26. Januar 1942 in Bonn                                               | Felix Hausdorff war ein deutscher Mathematiker. Er gilt als Mitbegründer der modernen Topologie und lieferte wesentliche Beiträge zur allgemeinen und deskriptiven Mengenlehre, zur Maßtheorie, Funktionalanalysis und Algebra. Neben seinem Beruf wirkte er unter dem Pseudonym Paul Mongré auch als philosophischer Schriftsteller und Literat. In der Topologie ist nach ihm unter anderem der Hausdorff-Raum benannt. |
|  | Henri Léon Lebesgue * 28. Juni 1875 in Beauvais † 26. Juli 1941 in Paris                                              | Henri Léon Lebesgue war ein französischer Mathematiker. Lebesgue erweiterte den Integralbegriff und begründete damit die Maßtheorie. Nach ihm benannt sind das Lebesgue-Maß sowie das Lebesgue-Integral. Das Lebesgue-Maß verallgemeinerte die vorher verwendeten Maße und wurde ebenso wie das dazugehörige Lebesgue-Integral zum Standardwerkzeug in der reellen Analysis. |
|  | Luitzen Egbertus Jan Brouwer * 27. Februar 1881 in Overschie, Niederlande † 2. Dezember 1966 in Blaricum, Niederlande | Luitzen Egbertus Jan Brouwer schuf grundlegende topologische Methoden und Begriffe und begründete den Intuitionismus, der einen strengeren mathematischen Wahrheitsbegriff definiert. Nach ihm ist der Brouwersche Fixpunktsatz benannt. |
|  | Emmy Noether * 23. März 1882 in Erlangen † 14. April 1935 in Bryn Mawr in Pennsylvania, USA                           | Emmy Noether war eine deutsche Mathematikerin und Physikerin. Sie gehört zu den Begründern der modernen Algebra. Nach Emmy Noether sind die noetherschen Ringe und Moduln benannt, und auch der noethersche Normalisierungssatz trägt ihren Namen. Im letzten Viertel des 20. Jahrhunderts entwickelte sich das Noether-Theorem zu einer der wichtigsten Grundlagen der Physik. |
|  | Emil Artin * 3. März 1898 in Wien † 20. Dezember 1962 in Hamburg                                                      | Emil Artin war ein österreichisch-armenischer Mathematiker und gilt neben Emmy Noether als einer der Begründer der modernen Algebra. Er lieferte bedeutende Beiträge zur Klassenkörpertheorie, Galoistheorie und Darstellungstheorie; er war bekannt für das Artinsche Reziprozitätsgesetz und die Entwicklung der Artinschen Ringe. Artin trug zur Lösung des 9. und 17. Hilbertschen Problems bei und war Lehrer einflussreicher Mathematiker wie John Tate und Serge Lang. |
|  | Hermann Weyl * 9. November 1885 in Elmshorn † 8. Dezember 1955 in Zürich                                              | Hermann Klaus Hugo Weyl war ein deutscher Mathematiker, Physiker und Philosoph, der wegen seines breiten Interessensgebiets von der Zahlentheorie bis zur theoretischen Physik und Philosophie als einer der letzten mathematischen Universalisten gilt. |
|  | S. Ramanujan * 22. Dezember 1887 in Erode, Indien † 26. April 1920 in Kumbakonam, Indien                              | S. Ramanujan war ein indischer Mathematiker. Er war Autodidakt ohne höhere mathematische Bildung und beschäftigte sich hauptsächlich mit Zahlentheorie und analytischen Formeln, Identitäten und Reihen, hinter denen teilweise tiefliegende Resultate insbesondere aus der Theorie der Modulfunktionen steckten. In seiner Fähigkeit der Manipulation von Formeln wurde er mit Euler und Jacobi verglichen. Dabei lieferte er meist keine Beweise, die für viele Resultate in seinen Notizbüchern erst viel später erbracht wurden. Die Entdeckung seiner Bedeutung durch Godfrey Harold Hardy, der ihn nach England holte, ist ein Beispiel für das große Potential von Talenten, die weit außerhalb der mathematischen Zentren und ohne entsprechende Kontakte häufig unbeachtet blieben. |
|  | Stefan Banach * 30. März 1892 in Krakau † 31. August 1945 in Lemberg                                                  | Stefan Banach war ein polnischer Mathematiker. Er gilt als Begründer der modernen Funktionalanalysis. In seiner Doktorarbeit und in der Monographie Théorie des opérations linéaires (Theorie der linearen Operationen) definierte er axiomatisch diejenigen Räume, die später nach ihm benannt wurden, die Banachräume. Banach legte die endgültigen Grundlagen zur Funktionalanalysis und bewies viele fundamentale Sätze, etwa den Satz von Hahn-Banach, den Fixpunktsatz von Banach und den Satz von Banach-Steinhaus. |
|  | Andrei Nikolajewitsch Kolmogorow * 25. April 1903 in Tambow † 20. Oktober 1987 in Moskau                              | Andrei Kolmogorow war ein sowjetischer Mathematiker des 20. Jahrhunderts. Er leistete wesentliche Beiträge auf den Gebieten der Wahrscheinlichkeitstheorie und der Topologie, er gilt als der Gründer der Algorithmischen Komplexitätstheorie. Seine bekannteste mathematische Leistung ist die Axiomatisierung der Wahrscheinlichkeitstheorie. |
|  | John von Neumann * 28. Dezember 1903 in Budapest † 8. Februar 1957 in Washington, DC                                  | John von Neumann war ein ungarischer Mathematiker. John von Neumann erbrachte auf vielen Gebieten der Mathematik herausragende Beiträge. Von Neumann entwickelte die Theorie der Algebra von beschränkten Operatoren in Hilberträumen, deren Objekte später nach ihm Von-Neumann-Algebren benannt wurden und die heute Anwendung in der Quantenfeldtheorie und Quantenstatistik findet. Von Neumann war in den USA Berater bei Heer und Marine für ballistische Fragestellungen und arbeitete am Manhattan-Projekt mit. Er hat entscheidend zur Entwicklung der elektronischen Rechenmaschinen beigetragen. |
|  | Kurt Gödel * 28. April 1906 in Brünn † 14. Januar 1978 in Princeton, New Jersey                                       | Kurt Gödel war ein österreichischer Mathematiker und einer der bedeutendsten Logiker des 20. Jahrhunderts. Er hat maßgebliche Beiträge im Bereich der Prädikatenlogik (Entscheidungsproblem) sowie zum klassischen und intuitionistischen Aussagenkalkül geleistet. Die grundlegenden Theoreme der Logik, die Gödel bewiesen hat, sind nach ihm benannt: Gödelscher Vollständigkeitssatz und Gödelscher Unvollständigkeitssatz. |
|  | André Weil * 6. Mai 1906 in Paris † 6. August 1998 in Princeton                                                       | André Weil war ein französischer Mathematiker. Der Schwerpunkt seiner Tätigkeit lag auf den Gebieten der algebraischen Geometrie und Zahlentheorie, zwischen denen er überraschende Verbindungen fand. Weil bewies die Riemannsche Vermutung für Zetafunktionen auf abelschen Varietäten. Weil formulierte die nach ihm benannten Weil-Vermutungen. Ebenfalls nach ihm benannt ist die Taniyama-Shimura-Weil-Vermutung, die besagt, dass elliptische Kurven über den rationalen Zahlen durch Modulfunktionen parametrisiert werden. |
|  | Shiing-Shen Chern * 28. Oktober 1911 in Jiaxing † 3. Dezember 2004 in Tianjin                                         | Shiing-Shen Chern war ein US-amerikanischer Mathematiker chinesischer Herkunft, dessen Werk auf dem Gebiet der Differentialgeometrie eine führende Rolle spielt. Er bewies den Satz von Gauß-Bonnet in den 1940er Jahren. Nach ihm sind die Chernklassen benannt (spezielle charakteristische Klassen komplexer Vektorbündel) und die Chern-Simons-Theorie (aus einer Arbeit mit James Simons 1974), die auch viele Anwendungen in der Physik hat, da die in ihr beschriebene invariante Form einer Yang-Mills-Eichtheorie als Wirkfunktional einer topologischen Quantenfeldtheorie dient. |
|  | Alan Turing * 23. Juni 1912 in London † 7. Juni 1954 in Wilmslow                                                      | Alan Turing war ein britischer Logiker, Mathematiker und Kryptoanalytiker. Er schuf einen großen Teil der theoretischen Grundlagen für die moderne Informations- und Computertechnologie. Als richtungsweisend erwiesen sich auch seine Beiträge zur theoretischen Biologie. Turing gilt heute als einer der einflussreichsten Theoretiker der frühen Computerentwicklung und Informatik. Das von ihm entwickelte Berechenbarkeitsmodell der Turingmaschine bildet eines der Fundamente der theoretischen Informatik. |
|  | Paul Erdős * 26. März 1913 in Budapest † 20. September 1996 in Warschau                                               | Paul Erdős war ein ungarischer Mathematiker des 20. Jahrhunderts. Paul Erdős arbeitete mit Hunderten von Kollegen (Erdős-Zahl) auf den Gebieten Kombinatorik, Graphentheorie und Zahlentheorie zusammen. Erdős stellte zahlreiche Vermutungen auf und setzte für die Lösung vieler von ihnen Geldpreise aus. Ihm ist, unabhängig von Selberg, ein Beweis des Primzahlsatzes ohne Verwendung der Funktionentheorie, also nur mit reeller Analysis, gelungen. |
|  | Jean-Pierre Serre * 15. September 1926 in Bages de Rosselló, Frankreich                                               | Jean-Pierre Serre ist einer der führenden Mathematiker des 20. Jahrhunderts und Wegbereiter der modernen Algebraischen Geometrie, Zahlentheorie und Topologie und Träger der Fields-Medaille und des Abelpreises. |
|  | Alexander Grothendieck * 28. März 1928 in Berlin † 13. November 2014 in Saint-Girons                                  | Alexander Grothendieck war ein deutschstämmiger französischer Mathematiker. Er war Begründer einer eigenen Schule der algebraischen Geometrie, deren Entwicklung er in den 1960er Jahren maßgeblich beeinflusste. 1966 wurde ihm die im Allgemeinen als höchste Auszeichnung in der Mathematik anerkannte Fields-Medaille verliehen. Nachdem er sich bereits um 1970 weitgehend von seiner zentralen Position im mathematischen Leben von Paris zurückgezogen hatte, verschwand er 1991 völlig aus der Öffentlichkeit. Sein letzter Aufenthaltsort in den Pyrenäen war nur wenigen Freunden bekannt. |
|  | Andrew Wiles * 11. April 1953 in Cambridge                                                                            | Andrew Wiles gilt als einer der bedeutendsten Mathematiker der Gegenwart. 1984 bewies er zusammen mit dem US-amerikanischen Mathematiker Barry Mazur die Hauptvermutung der Iwasawa-Theorie über die rationalen Zahlen, die er danach auch auf total reelle Körper erweiterte. 1994 gelang ihm mit seinem Studenten Richard Taylor der Beweis des großen Fermatschen Satzes. |
|  | Grigori Jakowlewitsch Perelman * 13. Juni 1966 in Leningrad                                                           | Grigori Perelman ist ein russischer Mathematiker, der insbesondere auf dem Gebiet der Topologie Bahnbrechendes geleistet hat. Im Jahr 2002 bewies er die Poincaré-Vermutung und ist damit der erste und bisher einzige Mathematiker, der eines der Millennium-Probleme gelöst hat. In der Folge wurde er auch weit über Fachkreise hinaus bekannt, weil er sowohl das dafür ausgelobte Preisgeld von 1 Million Dollar als auch die ihm 2006 zugesprochene Fields-Medaille abgelehnt hat. Perelman lebt seit vielen Jahren zurückgezogen in St. Petersburg. |